# Seznam čilenskih kardinalov
Seznam čilenskih kardinalov.

## A
- Celestino Aós Braco

## C
- José María Caro Rodríguez

## E
- Francisco Javier Errázuriz Ossa
- Ricardo Ezzati Andrello

## F
- Juan Francisco Fresno Larraín  (1914 - 2004)

## M
- Jorge Medina Estévez (1926 - 2021)

## O
- Carlos Oviedo Cavada

## S
- Raúl Silva Henríquez (1907 - 1999)